# 田中義能

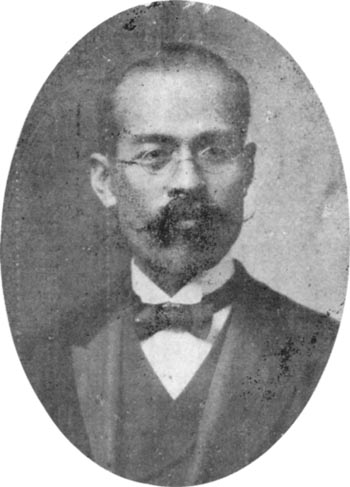
田中義能

田中 義能（たなか よしとう、1872年10月14日（明治5年9月12日） - 1946年（昭和21年）3月4日）は、神道学者。
山口県出身。1903年東京帝国大学文科大学哲学科卒。東洋大学教授、第五高等学校教授、國學院大學教授を歴任。1920年東京帝国大学文学部助教授、神道学講座を担当。1933年定年退官、帝国女子専門学校校長。のちの相模女子大学の設立に努めるが急死。神道学会、神道青年連盟協会を設立。女婿は国文学者の次田真幸。

## 著書
- 『系統的西洋教育史』同文館 1908
- 『最新科学的教育学』同文館 1909
- 『神道本義』日本学術研究会 1910 のち皇學館
- 『家庭教育学』同文館 1912
- 『本居宣長の哲学』日本学術研究会 1912
- 『神道史綱要』日本学術研究会 1915
- 『神道大意』日本学術研究会 1915
- 『国民道徳要領講義』日本学術研究会 1918
- 『神道哲学精義』日本学術研究会 1918
- 『神道講演』日本学術研究会 1923
- 『神社本義』日本学術研究会 1926
- 『倫理学概論』日本学術研究会 1927
- 『古事記概説』日本学術研究会 1929
- 『黒住教の研究』日本学術研究会 1932
- 『国民理想の確立』青年教育普及会 1932
- 『心学概説』日本学術研究会 1932
- 『神道禊教の研究』日本学術研究会 1932
- 『神道修成派の研究』日本学術研究会 1932
- 『日本思想史概説』日本学術研究会 1932 のち明治書院
- 『武士道概説』日本学術研究会 1932
- 『かむながらの神道の研究』日本学術研究会 1933
- 『系統的西洋教育史 昭和版』東洋図書 1933
- 『大社教の研究』日本学術研究会 1933
- 『天理教の研究』日本学術研究会 1933
- 『金光教の研究』日本学術研究会 1934
- 『神道扶桑教の研究』日本学術研究会 1934
- 『神道神習教の研究』日本学術研究会 1935
- 『神道神理教の研究』日本学術研究会 1935
- 『皇国伝統の精神』新更会刊行部 1936
- 『神道概論』日本学術研究会 1936 のち明治書院
- 『神道大成教の研究』日本学術研究会 1936
- 『日本書紀概説』日本学術研究会 1938
- 『神道実行教の研究』日本学術研究会 1939
- 『神道本局の研究』日本学術研究会 1939
- 『神道御嶽教の研究』日本学術研究会 1939
- 『平田篤胤之哲学』明治書院 1944
- 『神道十三派の研究』第一書房 1987

### 校注
- 平田篤胤『日本先哲叢書 第3 古道大意』校註 広文堂書店 1936
- 『復古神道』校 春陽堂 大日本文庫 神道篇 1936

## 参考
- コトバンク
- 磯前順一「近代神道学の成立-田中義能論」『思想』1996

| その他の役職                                 | その他の役職                                                              | その他の役職                 |
| -------------------------------------------- | ------------------------------------------------------------------------- | ---------------------------- |
| 先代 平山洋三郎 校長事務取扱                 | 帝国女子専門学校長 1941年 - 1946年                                        | 次代 平山洋三郎 校長事務取扱 |
| 先代 平山洋三郎 校長事務取扱                 | 帝国女子専門学校附属高等女学校長 1941年 - 1943年                          | 次代 久保春海                |
| 先代 平山洋三郎 静修高等家政女学校長事務取扱 | 日本高等家政女学校長 1942年 - 1943年 静修高等家政女学校長 1941年 - 1942年 | 次代 久保春海                |
| 先代 矢野文雄                                | 錦城中学校長 1916年 - 1918年                                              | 次代 矢野文雄                |